# Parc du Bois Vidal
Le parc du Bois Vidal, ou simplement le Bois Vidal, est un parc forestier situé en France sur la commune d'Aix-les-Bains, dans le département de la Savoie en région Auvergne-Rhône-Alpes.
Composée de bois et de prairies avec de nombreux chemins pédestres et de parcours sportifs, le Bois Vidal compte 18 hectares.

## Histoire
Entre 1834 et 1841, la famille Vidal acquiert le domaine qui appartenait jadis à la famille «de Martinel».
François Bégnine (1819-1902), médecin et inspecteur de l'établissement thermal à Aix-les-Bains, se remarie en 1861 et a une fille, Antoinette, qui épouse Abel Françon, médecin établi à Aix-les-Bains en 1890.
Après le décès d'Abel Françon, en 1944 et de son épouse en 1949, leurs enfants héritent du domaine du bois Vidal.
Ils le vendront à la Ville en 1961 avec le souhait que cet ilôt de verdure reste pour Aix-les-Bains le lieu de promenade qui a vu tant de têtes couronnées s'y détendre.
En 2018, une modification du PLU d'Aix les Bains menace cet espace vert pour rendre constructibles 5 hectares du parc afin de bâtir quelques centaines de logement.

## Belvédère et accès
Le parc domine le bassin aixois grâce à son belvédère. 
Celui-ci est situé dans la partie haute du Bois Vidal et est accessible par le sentier du même nom. Depuis vers la mairie, rejoignez le boulevard de la Roche du Roi pour entrer dans le Bois Vidal. En restant sur le large sentier principal, vous accédez à ce point de vue pour un panorama à presque 180° sur le centre ville, mais aussi le nord du Lac du Bourget, la Dent du Chat et le Grand Colombier.

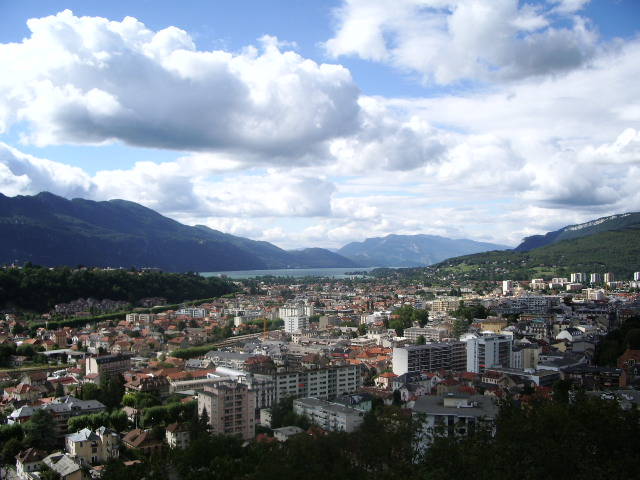
Vue sur la ville d'Aix-les-Bains.